# Histoire de la géodésie
L'histoire de la géodésie est l'histoire, depuis l'Antiquité, de la mesure et de la représentation de la Terre, en incluant son champ gravitationnel, dans un espace tridimensionnel.

## Antiquité

### Monde hellénique

#### Premiers développements
Bien que la première mention écrite d'une Terre sphérique provienne de sources grecques anciennes, il n'existe aucun récit expliquant comment la sphéricité de la Terre a été découverte, ni s'il s'agissait initialement d'une simple supposition Une explication plausible donnée par l'historien Otto E. Neugebauer est que « c'est l'expérience des voyageurs qui a suggéré une telle explication pour la variation de l'altitude observable du pôle et le changement de la zone des étoiles circumpolaires, un changement qui était assez radical entre les colonies grecques » autour de la mer Méditerranée orientale, en particulier entre le delta du Nil et la Crimée.
Une autre explication possible remonte aux premiers marins phéniciens. La première circumnavigation de l'Afrique aurait été réalisée par des explorateurs phéniciens au service du pharaon Nékao II c. 610–595 av. J.-C. de l'Égypte, Dans “'Les Histoires”', écrites entre 431 et 425 av. J.-C., Hérodote met en doute un rapport selon lequel le soleil aurait brillé depuis le nord. Il affirme que ce phénomène a été observé par des explorateurs phéniciens lors de leur circumnavigation de l'Afrique (Les Histoires, 4.42), qui affirmaient avoir eu le soleil à leur droite lorsqu'ils ont navigué dans le sens des aiguilles d'une montre. Pour les historiens modernes, ces détails confirment la véracité du récit des Phéniciens. L'historien Dmitri Panchenko émet l'hypothèse que c'est le tour de l'Afrique par les Phéniciens qui a inspiré la théorie de la sphéricité de la Terre, mentionnée pour la première fois par le philosophe Parmenide au Ve siècle av. J.-C. Cependant, rien de certain n'a survécu concernant leurs connaissances en géographie et en navigation ; les chercheurs ultérieurs n'ont donc aucune preuve qu'ils concevaient la Terre comme sphérique.
Les spéculations et les théories allaient du disque plat défendu par Homère au corps sphérique qui aurait été postulé par Pythagore. Anaximène, un philosophe grec de l'Antiquité, croyait fermement que la Terre était rectangulaire. Certains philosophes grecs anciens ont fait allusion à une Terre sphérique, mais de manière assez ambiguë Pythagore (VIe siècle av. J.-C.) figurait parmi ceux qui auraient été à l'origine de cette idée, mais cela pourrait refléter la pratique antique grecque consistant à attribuer chaque découverte à l'un ou l'autre de leurs sages anciens Pythagore était un mathématicien, et il aurait raisonné que les dieux créeraient une figure parfaite qui, pour lui, était une sphère, mais il n'existe aucune preuve de cette affirmation Une certaine idée de la sphéricité de la Terre semble avoir été connue à la fois de Parmenide et d'Empédocle au Ve siècle av. J.-C., et bien que cette idée ne puisse être attribuée de manière fiable à Pythagore, elle pourrait néanmoins avoir été formulée dans l'école pythagoricienne au Ve siècle av. J.-C.,, bien que certains ne soient pas d'accord Après le Ve siècle av. J.-C., seuls quelques écrivains grecs de renom pensaient que le monde n'était pas rond L'idée pythagoricienne fut soutenue plus tard par Aristote Des efforts furent entrepris pour déterminer la taille de la sphère.

#### Platon
Platon (427–347 av. J.-C.) se rendit dans le sud de l'Italie pour étudier les mathématiques pythagoriciennes. À son retour à Athènes et après avoir fondé son école, Platon enseigna également à ses élèves que la Terre était une sphère, sans toutefois fournir de justification. « Je suis convaincu que la Terre est un corps rond situé au centre des cieux et qu'elle n'a donc besoin ni d'air ni d'aucune force similaire pour se maintenir. » Si l'homme pouvait s'élever au-dessus des nuages, la Terre ressemblerait à « l'une de ces balles recouvertes de douze morceaux de cuir et décorées de différentes couleurs, dont celles utilisées par les peintres sur Terre sont en quelque sorte des échantillons » Dans Timée, son unique ouvrage disponible tout au long du Moyen Âge en latin, il écrit que le Créateur « a fait le monde sous la forme d'un globe, rond comme sorti d'un tour, dont les extrémités sont équidistantes du centre dans toutes les directions, la plus parfaite et la plus semblable à elle-même de toutes les figures », bien que le mot « monde » désigne ici les cieux.

#### Aristote

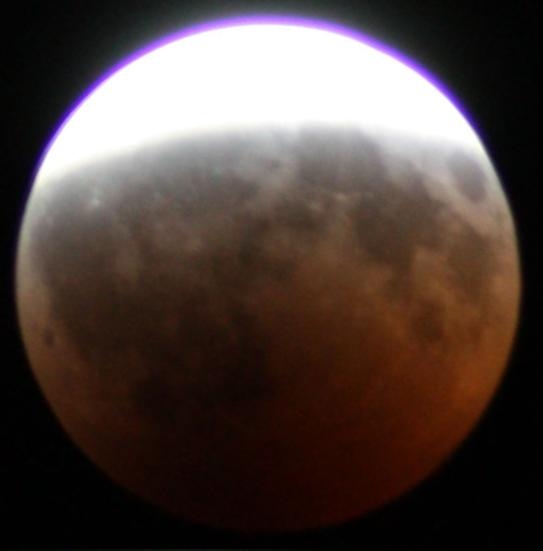
Ombre de la Terre ronde pendant l'éclipse lunaire d'août 2008

Aristote (384–322 av. J.-C.) était l'élève préféré de Platon et « l'esprit de l'école » Aristote observait « qu'il y a des étoiles visibles en Égypte et [...] Chypre qui ne sont pas visibles dans les régions septentrionales ». Comme cela ne pouvait se produire que sur une surface courbe, il croyait lui aussi que la Terre était une sphère « de taille modeste, car sinon l'effet d'un changement de place aussi minime ne serait pas rapidement perceptible »
Aristote estimait la circonférence de la Terre (qui est en réalité légèrement supérieure à 40 000 km ou 24 000 miles) à 400 000 stades (45 000 miles ou 74 000 km).
Aristote a fourni des arguments physiques et observationnels à l'appui de l'idée d'une Terre sphérique :
- Chaque partie de la Terre tend vers le centre jusqu'à ce que, par compression et convergence, elles forment une sphère[17]
- Les voyageurs qui se dirigent vers le sud voient les constellations australes s'élever plus haut au-dessus de l'horizon.
- L'ombre de la Terre sur la Lune pendant une éclipse lunaire est ronde[18]

Les concepts de symétrie, d'équilibre et de répétition cyclique imprègnent l'œuvre d'Aristote. Dans son ouvrage Météorologiques, il divise le monde en cinq zones climatiques : deux zones tempérées séparées par une zone torride près de l'équateur, et deux régions froides et inhospitalières, « l'une près de notre pôle supérieur ou nord, l'autre près du [...] pôle sud », toutes deux impénétrables et ceintes de glace Bien qu'aucun être humain ne puisse survivre dans les zones glaciales, les habitants des régions tempérées du sud peuvent y exister.
La théorie aristotélicienne du lieu naturel s'appuyait sur une Terre sphérique pour expliquer pourquoi les choses lourdes descendent (vers ce qu'Aristote croyait être le centre de l'Univers) et pourquoi les choses comme l'air et le feu montent. Dans ce modèle géocentrique, la structure de l'univers était considérée comme une série de sphères parfaites. Le Soleil, la Lune, les planètes et les étoiles fixes étaient censés se déplacer sur des sphères célestes autour d'une Terre immobile.
Bien que la théorie physique d'Aristote ait survécu dans le monde chrétien pendant plusieurs siècles, le modèle héliocentrique s'est finalement révélé être une explication plus correcte du système solaire que le modèle géocentrique, et la théorie atomique s'est avérée être une explication plus correcte de la nature de la matière que les éléments classiques tels que la terre, l'eau, l'air, le feu et l'éther.

#### Archimède
Archimède (c. 287 – c. 212 BC) a donné une limite supérieure pour la circonférence de la Terre.
Dans la proposition 2 du premier livre de son traité « Sur les corps flottants », Archimède démontre que « la surface de tout fluide au repos est la surface d'une sphère dont le centre est le même que celui de la Terre » Par la suite, dans les propositions 8 et 9 du même ouvrage, il suppose le résultat de la proposition 2, à savoir que la Terre est une sphère et que la surface d'un fluide qui la recouvre est une sphère centrée sur le centre de la Terre.

#### Eratosthène
Eratosthène (276–194 av. J.-C.), un astronome grec originaire de l'actuelle Cyrène, en Libye, travaillant à Alexandrie, en Égypte, a estimé la circonférence de la Terre à environ 240 av. J.-C., calculant une valeur de 252 000 stades. La longueur qu'Eratosthène attribuait à un « stade » n'est pas connue, mais son estimation ne comporte qu'une erreur d'environ 1 à 5 % En supposant une valeur comprise entre 155 et 160 mètres pour le stade, l'erreur est comprise entre −2,4 % et +0,8 % Ératosthène a décrit sa technique dans un ouvrage intitulé « Sur la mesure de la Terre », qui n'a pas été conservé. Eratosthène ne pouvait mesurer la circonférence de la Terre qu'en supposant que la distance au Soleil est si grande que les rayons du soleil sont pratiquement parallèles.

Mesure de la circonférence de la Terre selon la version simplifiée de Cléomède, basée sur l'hypothèse erronée que Syène se trouve sur le tropique du Cancer et sur le même méridien qu'Alexandrie.

La méthode utilisée par Ératosthène pour calculer la circonférence de la Terre a été perdue ; seule la version simplifiée décrite par Cléomède pour populariser cette découverte a été conservée Cléomède invite son lecteur à considérer deux villes égyptiennes, Alexandrie et Syène, l'actuelle Assouan :
1. Cléomède suppose que la distance entre Syène et Alexandrie était de 5 000 stades (un chiffre vérifié chaque année par des bématistes professionnels, les « mensores regii »)[25] ;
2. il part de l'hypothèse simplifiée que Syène se trouvait exactement sur le tropique du Cancer, affirmant qu'au midi local lors du solstice d'été, le Soleil était directement au-dessus de la ville ;
3. il part de l'hypothèse simplifiée que Syène et Alexandrie se trouvent sur le même méridien.

Selon les hypothèses précédentes, dit Cléomède, on peut mesurer l'angle d'élévation du Soleil à midi au solstice d'été à Alexandrie, en utilisant une tige verticale (un gnomon) de longueur connue et en mesurant la longueur de son ombre sur le sol ; il est alors possible de calculer l'angle des rayons du Soleil, qu'il estime à environ 7,2°, soit 1/50e de la circonférence d'un cercle. En considérant que la Terre est sphérique, la circonférence de la Terre serait cinquante fois la distance entre Alexandrie et Syène, soit 250 000 stades. Comme 1 stade égyptien équivaut à 157,5 mètres, le résultat est de 39 375 km, soit 1,4 % de moins que le chiffre réel, qui est de 39 941 km.
La méthode d'Ératosthène était en réalité plus compliquée, comme l'indique le même Cléomède, dont le but était de présenter une version simplifiée de celle décrite dans le livre d'Ératosthène. La méthode était basée sur plusieurs voyages d'arpentage effectués par des bematistes professionnels, dont le travail consistait à mesurer avec précision l'étendue du territoire égyptien à des fins agricoles et fiscales De plus, le fait que la mesure d'Ératosthène corresponde précisément à 252 000 stades pourrait être intentionnel, car il s'agit d'un nombre divisible par tous les nombres naturels de 1 à 10 : certains historiens pensent qu'Ératosthène a remplacé la valeur de 250 000 écrite par Cléomède par cette nouvelle valeur afin de simplifier les calculs ; D'autres historiens des sciences, en revanche, pensent qu'Ératosthène a introduit une nouvelle unité de longueur basée sur la longueur du méridien, comme l'affirme Pline, qui écrit à propos du stade « selon le rapport d'Ératosthène »,.
1 700 ans après Ératosthène, Christophe Colomb étudia les découvertes d'Ératosthène avant de mettre le cap à l'ouest vers les Indes. Cependant, il finit par rejeter les théories d'Ératosthène au profit d'autres cartes et arguments qui estimaient la circonférence de la Terre inférieure d'un tiers à sa taille réelle. Si Colomb avait accepté les conclusions d'Ératosthène, il ne serait peut-être jamais parti vers l'ouest, car il ne disposait ni des provisions ni des fonds nécessaires pour un voyage de plus de 8 000 miles.

#### Séleucos de Séleucie
Séleucos de Séleucie (vers 190 av. J.-C.), qui vivait dans la ville de Séleucie en Mésopotamie, a écrit que la Terre était sphérique (et qu'elle orbitait autour du Soleil, influencé par la théorie héliocentrique d'Aristarque de Samos).

#### Posidonius
Une mesure parallèle de la taille de la Terre fut effectuée plus tard dans l'Antiquité par un autre savant grec, Posidonius (vers 135 – 51 av. J.-C.), qui utilisa une méthode similaire à celle d'Ératosthène. Au lieu d'observer le Soleil, il remarqua que l'étoile Canopus était invisible dans la plupart des régions de Grèce, mais qu'elle effleurait l'horizon à Rhodes. Posidonius aurait mesuré l'élévation angulaire de Canopus à Alexandrie et déterminé que l'angle était égal à 1/48 d'un cercle. Il utilisa la distance entre Alexandrie et Rhodes, soit 5 000 stades, et calcula ainsi la circonférence de la Terre en stades comme étant égale à 48 × 5 000 = 240 000 Certains chercheurs considèrent que ces résultats sont heureusement semi-exacts en raison de l'annulation des erreurs. Mais comme les observations de Canopus sont toutes deux erronées de plus d'un degré, l'« expérience » n'est peut-être rien de plus qu'un recyclage des chiffres d'Ératosthène, en remplaçant 1/50 par la valeur correcte de 1/48 de cercle. Plus tard, lui-même ou l'un de ses disciples semble avoir modifié la distance de base pour la faire correspondre à celle d'Ératosthène entre Alexandrie et Rhodes, soit 3 750 stades, puisque la circonférence finale de Posidonius était de 180 000 stades, ce qui équivaut à 48 × 3 750 stades. La circonférence de 180 000 stades de Posidonius est proche de celle obtenue par une autre méthode de mesure de la Terre, qui consiste à chronométrer les couchers de soleil sur l'océan à différentes altitudes, une méthode imprécise en raison de la réfraction atmosphérique horizontale. Posidonius a en outre exprimé la distance du Soleil en rayons terrestres.
Les tailles plus grandes et plus petites de la Terre mentionnées ci-dessus sont celles utilisées par Claude Ptolémée à différentes époques : 252 000 stades dans son Almageste et 180 000 stades dans son ouvrage ultérieur Géographie. Sa conversion en milieu de carrière a conduit à une exagération systématique des longitudes en degrés dans la Méditerranée dans son dernier ouvrage, d'un facteur proche du rapport entre les deux tailles très différentes évoquées ici, ce qui indique que c'est la taille conventionnelle de la Terre qui a changé, et non le stade.

### Empire romain
L'idée d'une Terre sphérique s'est lentement répandue à travers le monde, pour finalement devenir la vision adoptée par toutes les grandes traditions astronomiques,,,.
En Occident, cette idée est parvenue aux Romains à l'issue d'un long processus d'enrichissement mutuel avec la civilisation hellénistique. De nombreux auteurs romains, tels que Cicéron et Pline l'Ancien, font référence à la rotondité de la Terre comme une évidence dans leurs œuvres Pline envisageait également la possibilité d'une sphère imparfaite « en forme de pomme de pin ».

Lorsqu'un navire se trouve à l'horizon, sa partie inférieure est masquée par la courbure de la Terre. Ce fut l'un des premiers arguments en faveur d'un modèle sphérique de la Terre.

#### Strabon
Il a été suggéré que les marins ont probablement fourni les premières preuves observationnelles que la Terre n'était pas plate, en se basant sur leurs observations de l'horizon. Cet argument a été avancé par le géographe Strabon (vers 64 av. J.-C. – 24 apr.après J.-C.), qui a suggéré que la forme sphérique de la Terre était probablement connue des marins de la mer Méditerranée depuis au moins l'époque d'Homère, citant une ligne de l'Odyssée comme indiquant que le poète Homère savait cela dès le VIIe   ou   VIIIe siècle av. J.-C. Strabon cita divers phénomènes observés en mer comme suggérant que la Terre était sphérique. Il observa que les lumières ou les zones de terre surélevées étaient visibles par les marins à des distances plus grandes que celles moins élevées, et déclara que la courbure de la mer en était manifestement responsable

#### Claude Ptolémée

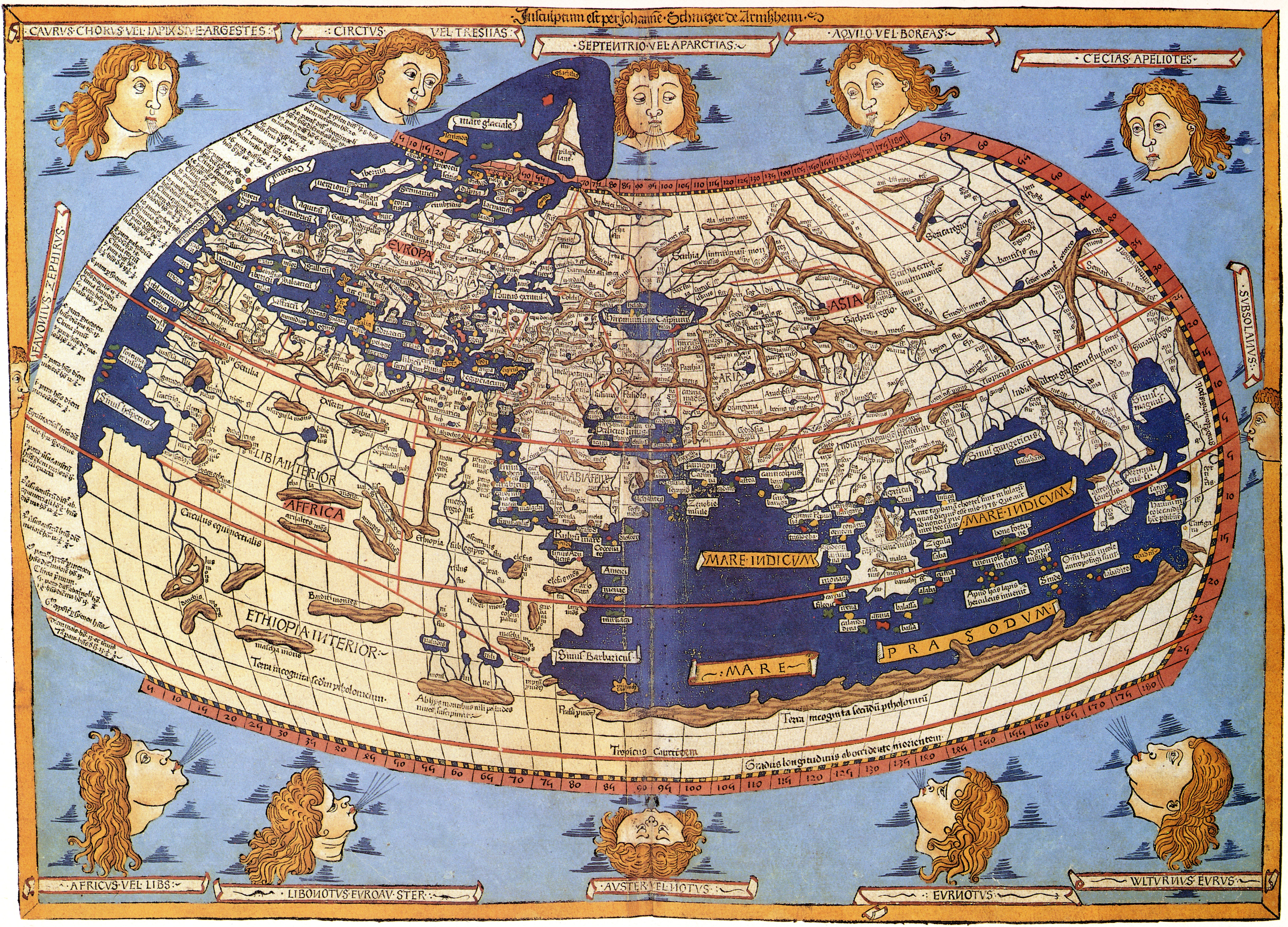
Une carte imprimée du XVe siècle représentant la description de Ptolémée de l'« Écoumène».
(1482, par Nicolaus Germanus)

Claude Ptolémée (90-168 apr. J.-C.) vécut à Alexandrie, centre du savoir au IIe siècle. Dans l'Almageste, qui resta l'ouvrage de référence en astronomie pendant 1 400 ans, ilavança de nombreux arguments en faveur de la nature sphérique de la Terre. Parmi ceux-ci, il observait que lorsqu'un navire navigue vers des montagnes, les observateurs remarquent que celles-ci semblent s'élever de la mer, indiquant qu'elles étaient cachées par la surface courbe de la mer. Il donne également des arguments distincts pour prouver que la Terre est courbée du nord au sud et de l'est à l'ouest
Il a compilé un ouvrage en huit volumes intitulé Géographie qui couvre tout ce qui était connu sur la Terre. La première partie de la Géographie est une discussion des données et des méthodes qu'il a utilisées. Comme pour le modèle du système solaire dans l'Almageste, Ptolémée a intégré toutes ces informations dans un grand schéma. Il a attribué des coordonnées à tous les lieux et caractéristiques géographiques qu'il connaissait, dans une grille qui couvrait le globe (bien que la plupart de ces informations aient été perdues). La latitude était mesurée à partir de l'équateur, comme aujourd'hui, mais Ptolée préférait l'exprimer en longueur du jour le plus long plutôt qu'en degrés d'arc (la longueur du jour solstice d'été augmente de 12 h à 24 h à mesure que l'on s'éloigne de l'équateur vers le cercle polaire). Il plaçait le méridien de longitude 0 à l'extrémité occidentale connue, les îles Canaries.

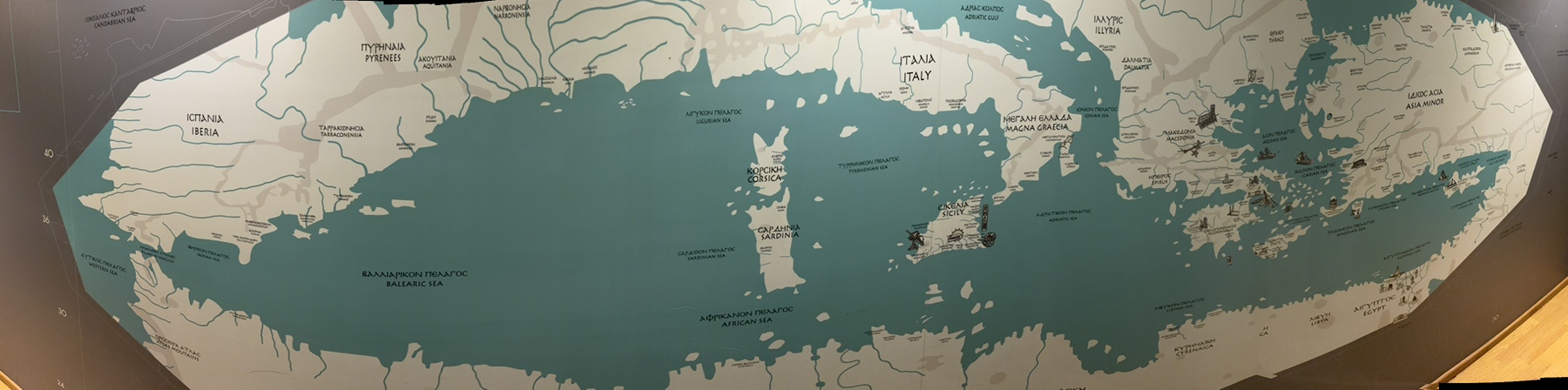
Une reconstitution moderne de la carte de l'Europe et de l'Afrique du Nord de Claudius Ptolémée par Kostas Kotsanas, au Musée des technologies de la Grèce antique, Athènes.

La Géographie indiquait les pays de « Serica » et « Sinae » (Chine) à l'extrême droite, au-delà de l'île de « Taprobane » (Sri Lanka, surdimensionnée) et de l'« Aurea Chersonesus » (péninsule sud-est asiatique).
Ptolémée a également conçu et fourni des instructions sur la manière de réaliser des cartes du monde habité (oikoumenè) et des provinces romaines. Dans la deuxième partie de la Géographie, il a fourni les listes topographiques nécessaires et les légendes des cartes. Son « oikoumenè » s'étendait sur 180 degrés de longitude, des îles Canaries dans l'océan Atlantique à la Chine, et sur environ 81 degrés de latitude, de l'Arctique aux Indes orientales et profondément en Afrique. Ptolémée était bien conscient qu'il ne connaissait qu'un quart du globe.

### Antiquité tardive
La connaissance de la forme sphérique de la Terre était considérée comme acquise dans le monde savant de l'Antiquité tardive, tant dans le néoplatonisme que dans le christianisme primitif. Le commentaire et la traduction en latin de Chalcidius au IVe siècle du Timaeus de Platon, l'un des rares exemples de pensée scientifique grecque connus au début du Moyen Âge en Europe occidentale, discutait de l'utilisation par Hipparque des circonstances géométriques des éclipses dans Des grandeurs et des distances du Soleil et de la Lune pour calculer les diamètres relatifs du Soleil, de la Terre et de la Lune,.
Les doutes théologiques inspirés par le modèle de la Terre plate implicite dans la Bible hébraïque ont influencé certains des premiers érudits chrétiens, tels que Lactance, Jean Chrysostome et Athanase d'Alexandrie, mais cela est resté un courant marginal. Des auteurs chrétiens érudits tels que Basile de Césarée, Ambroise de Milan et Augustin d'Hippone étaient clairement conscients de la sphéricité de la Terre. Le « flat Earthism » a perduré le plus longtemps dans le christianisme syriaque, dont la tradition accordait une plus grande importance à une interprétation littérale de l'Ancien Testament. Des auteurs issus de cette tradition, tels que Cosmas Indicopleustes, présentaient encore la Terre comme plate au VIe siècle. Ce dernier vestige de l'ancien modèle cosmique disparut au cours du VIIe siècle. À partir du VIIIe siècle et du début du Moyen Âge, « aucun cosmographe digne de ce nom n'a remis en question la sphéricité de la Terre ».
Des encyclopédistes très lus tels que Macrobe et Martianus Capella (tous deux du Ve siècle apr. J.-C.) ont discuté de la circonférence de la sphère terrestre, de sa position centrale dans l'univers, de la différence entre les saisons dans les hémisphère nord et hémisphère sud, et de nombreux autres détails géographiques Dans son commentaire sur le Songe de Scipion de Cicéron, Macrobe décrit la Terre comme un globe insignifiant par rapport au reste du cosmos.

## Moyen Âge & Renaissance
Les savants arabo-musulmans prolongèrent les travaux grecs, avec Al-Ma’mun qui mesura un arc de méridien au IXᵉ siècle. À la Renaissance, les explorations et les instruments astronomiques comme l’astrolabe et le quadrant relancèrent la triangulation et l’impression des cartes.

## Géodésie moderne (XVIIᵉ – XIXᵉ siècles)

### Méthode géométrique et étude historique
Jean Picard (1670) mesura un degré de méridien en France, confirmant l’aplatissement polaire de la Terre. Les expéditions en Laponie et au Pérou (18ᵉ siècle) menées par Bouguer, La Condamine et Celsius confirmèrent cette hypothèse. L'arc de Struve (1816‑1855), long de 2 822 km, s’étend de Hammerfest (Norvège) à la mer Noire via 10 pays, et permit de peaufiner les paramètres de l’ellipsoïde terrestre.

### Méthode géométrique approfondie
- Arcs de méridien et parallèle: chaîne de triangles mesurés et comparés à des angles terrestres.
- Ellipsoïdes de référence: Bessel (1841) et Clarke (1866) devinrent des modèles de référence.
- Déviations de la verticale: constatées grâce aux écarts entre la verticale physique (fil à plomb) et la normale ellipsoïdale.

Verticale et surface de niveau

### Méthode dynamique
- Observations du pendule: le pendule, notamment le pendule réversible de Kater, mesura la pesanteur locale et détermina l’aplatissement terrestre. Edward Sabine (1821‑1823) réalisa des campagnes globales, fournissant les estimations les plus précises de l’époque :contentReference[oaicite:3]{index=3}.
- Anomalies gravitationnelles: les écarts entre valeurs mesurées et valeurs ellipsoïdales révélèrent des concentrations massiques irrégulières.
- Géoïde: la surface équipotentielle réelle, comparée à l’ellipsoïde, fut cartographiée via ces méthodes.

### XIXᵉ siècle: aspects théoriques
L’avènement de la théorie des erreurs et de la méthode des moindres carrés (Legendre, 1805 ; Gauss, 1821) permet le traitement rigoureux des incertitudes et l’ajustement optimal des réseaux géodésiques.

## L'adoption du système métrique
L'adoption du système métrique et la création du Bureau international des poids et mesures découlent du besoin des géodésiens du XIXe siècle de disposer en tout lieu d'une unité de longueur commune.

### XIXᵉ siècle: Internationalisation de la géodésie
On assiste à l'avènement d'une nouvelle ère de la géodésie avec les progrès des mathématiques, ainsi que des instruments et méthodes d’observation avec notamment la prise en compte de l’équation personnelle. L’application de la méthode des moindres carrés aux mesures d’arcs de méridien souligne l’importance de la méthode scientifique en géodésie. D’autre part, l’invention du télégraphe permet la mesure d’arcs de parallèle, et l’amélioration du pendule à réversion donne son essor à l’étude du champ gravitationnel terrestre.

#### États-Unis

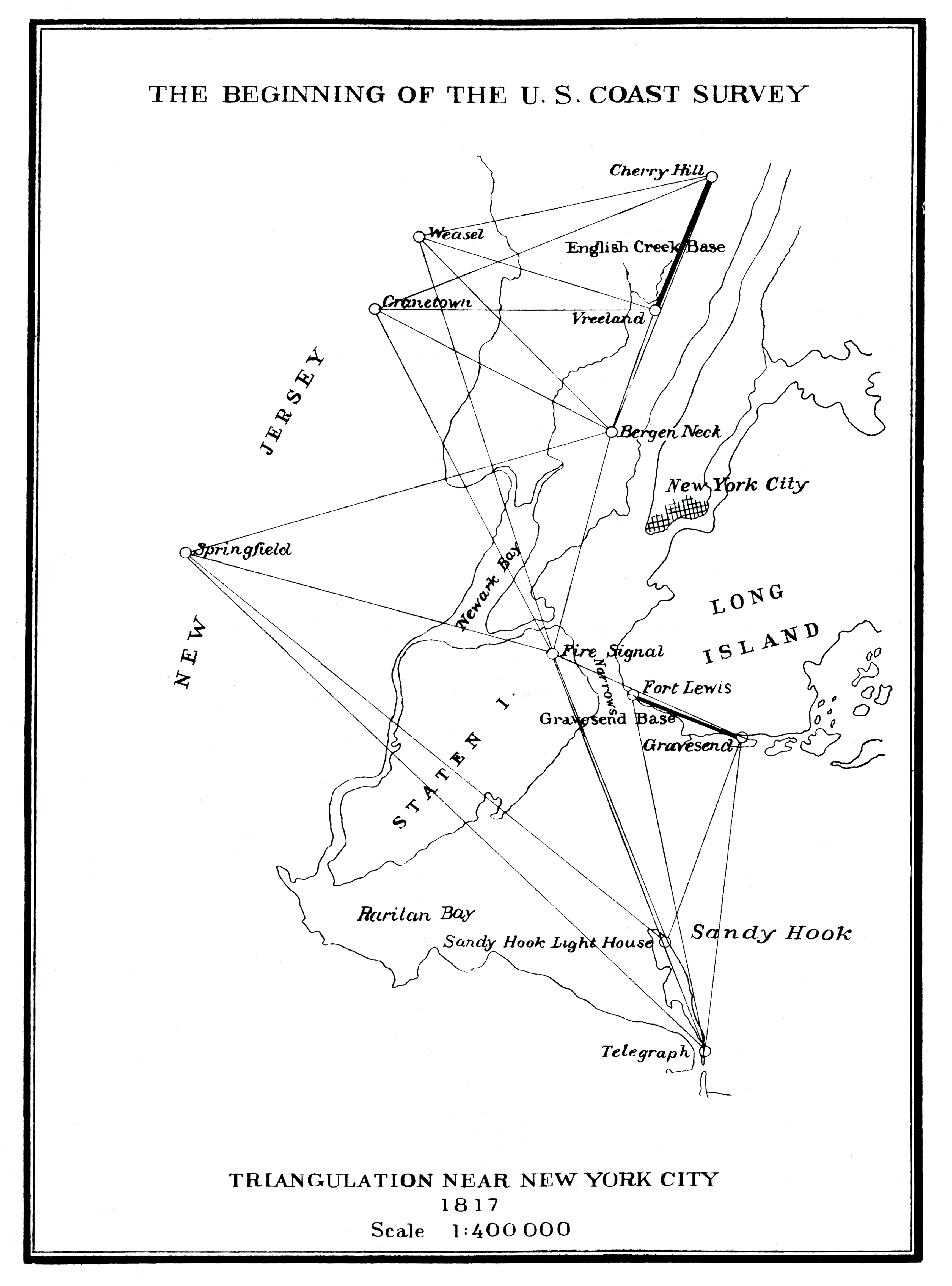
Triangulation géodésique près de New York en 1817.

L'expansion du trafic maritime commercial sur les côtes américaines rend nécessaire la création de cartes côtières précises. Une loi promulguant la création de l'United States Coast Survey est votée par le Congrès des États-Unis, et approuvée par le Président Thomas Jefferson, le 10 février 1807. L'exécution de la loi est confiée au département du Trésor dont le Secrétaire est Albert Gallatin. Ce dernier met au concours le poste de directeur de ce qui deviendra la première agence scientifique civile du gouvernement des États-Unis,.
Le projet de Ferdinand Rudolph Hassler est accepté avec l'aval de la Société philosophique américaine. Hassler projette notamment de déterminer la taille des triangles en mesurant plusieurs bases à l'aide de règles géodésiques de sa conception, qui figurent probablement parmi les éléments les plus originaux des instruments rassemblés pour cette entreprise. En effet, alors que la plupart des règles géodésiques utilisées à cette époque en Europe sont calibrées sur la toise, Hassler décide d'utiliser une règle calibrée sur le mètre. Par ailleurs, Hassler met au point un système de lecture au microscope qui lui permet de n'utiliser qu'une seule règle, plutôt que d'en juxtaposer plusieurs. Il conçoit un appareil à mesurer les bases géodésiques, qui au lieu de mettre bout-à-bout différentes règles, consiste à déplacer une seule règle sur la distance à mesurer sur le terrain en prenant comme repères des microscopes placés sur des chevalets. En 1816, il est nommé directeur du Survey of the Coast. Formé en Suisse, en France et en Allemagne, Hassler a apporté un étalon du mètre aux États-Unis en 1805 grâce auquel il étalonne ses instruments de mesure,.

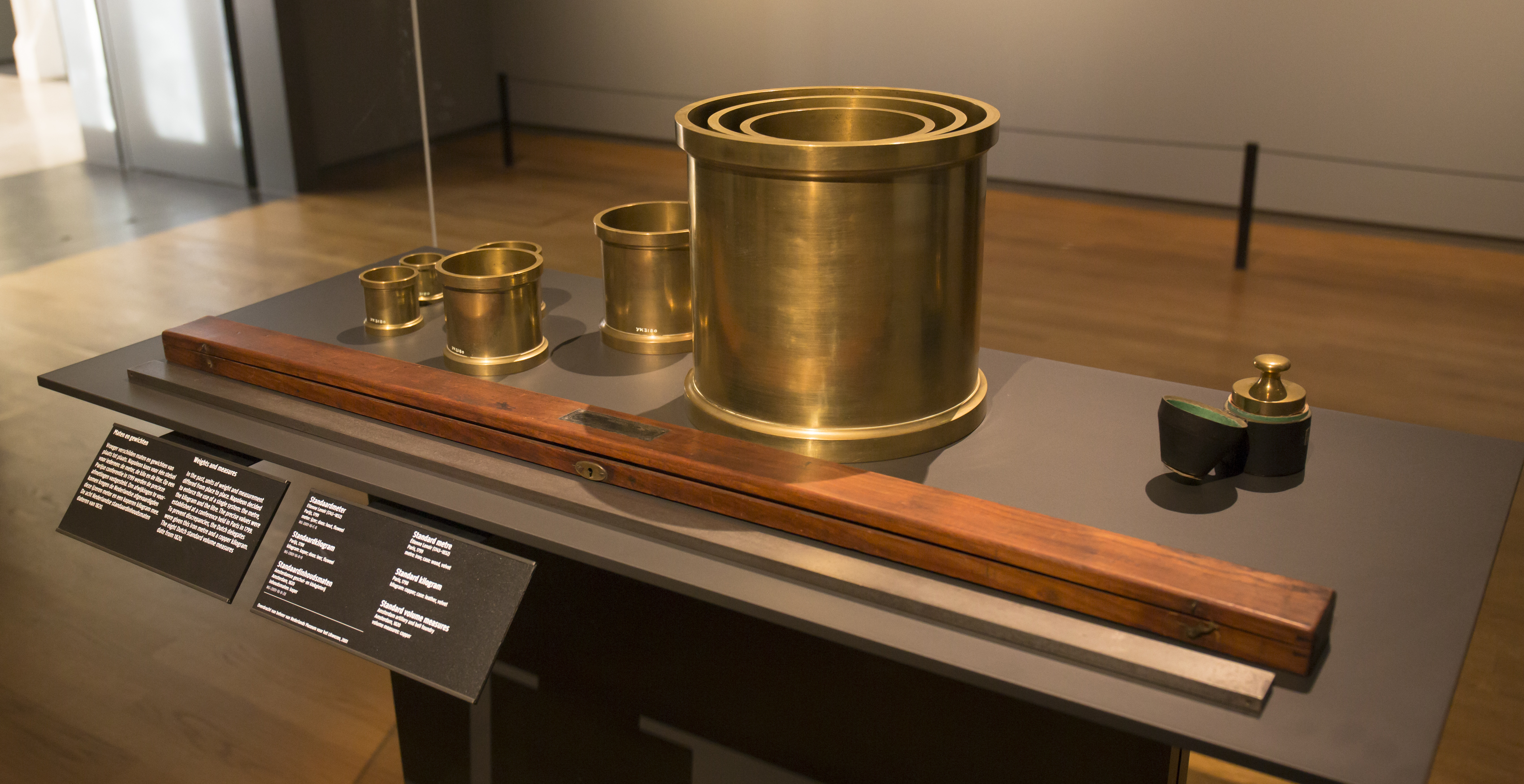
Étalons du système métrique réalisés par Étienne Lenoir à Paris en 1799.

À cette époque, les unités de mesure sont définies par des étalons primaires. Des artéfacts construits dans des alliages différents avec des coefficients de dilatation thermique spécifiques constituent la base légale des unités de longueur. La Toise du Pérou, une règle en fer forgé est l’étalon primaire de la toise en France, où le mètre est officiellement défini par un étalon en platine, le Mètre de Archives. Un autre étalon en platine ainsi que douze autres étalons en fer sont également réalisés en 1799. L’un d’entre eux est connu aux États-Unis sous le nom de Committee Meter et sera utilisé en tant qu’étalon de longueur pour le Coast Survey jusqu’en 1890,.
En 1830, Hassler prend la direction du Bureau of Weights and Measures qui sera intégré dès 1832 dans le U. S. Coast and Geodetic Survey, après la révision de la loi sur le levé côtier et sa nouvelle nomination en tant que Superintendant of the Coast Survey le 9 août 1832. Hassler compare les étalons des unités de longueur en usage aux États-Unis à l’époque et mesure leur coefficient d’expansion thermique afin de déterminer l’effet de la température sur les mesures,.
En 1834, il mesure à Fire Island la première base du relevé côtier des États-Unis, peu avant que Louis Puissant ne déclare devant l’Académie des Sciences que Jean Baptiste Joseph Delambre et Pierre Méchain avaient fait des erreurs dans la mesure de la méridienne dont il est fait mention dans la Base du Système métrique décimal,.
L'utilisation du mètre par Ferdinand Rudolph Hassler et la création de l'Office of Standard Weights and Measures en tant que bureau au sein du Coast Survey contribueront à l'introduction du Metric act of 1866 autorisant l'utilisation du mètre aux États-Unis. La fondation de l'United States Coast and Geodetic Survey permettra l'avènement de la science américaine à l'avant-garde de la métrologie mondiale, Charles Sanders Peirce étant le premier à relier expérimentalement le mètre à la longueur d'onde de la lumière. Albert Abraham Michelson reprendra bientôt l'idée et l'améliorera.

#### Espagne
L’Espagne adopte le mètre en 1849. En 1852, l’Académie royale des sciences exactes, physiques et naturelles presse le gouvernement de promouvoir l’établissement d’une carte nationale à grande échelle. Le vaste projet de la carte d’Espagne doit être fondé sur une triangulation de premier ordre du royaume qui doit elle-même commencer par la mesure d’un certain nombre de bases géodésiques dans les différentes régions du pays.
Après avoir été en 1870 nommé sous-directeur de statistique et Directeur des travaux géodésiques à la Direction générale de statistique, Carlos Ibáñez e Ibáñez de Ibero aura la grande satisfaction de voir, par décret du 12 septembre 1870, organiser, au Ministère del Fomento, sur sa proposition et d'après ses projets, l'Institut géographique dont il sera nommé directeur. En 1873, l'Institut géographique est augmenté et transformé sous le titre de Direction générale de l'Institut géographique et statistique d'Espagne. C'est le plus vaste établissement de ce genre existant alors, dont l'organisation a servi de modèle, sur bien des points, à des institutions analogues dans d'autres pays. Il embrasse à la fois la géodésie, la topographie générale y compris les nivellements, la cartographie, la statistique et en particulier les recensements périodiques de la population, enfin le service général des poids et mesures. Tous ces services ont été organisés par Ibáñez qui, à côté du corps des topographes et de celui de la statistique, y crée un autre personnel, nommé " Auxiliaires de Géodésie ", recruté à la suite d'examens sérieux parmi les sous-officiers de l'armée espagnole, et destiné à l'exécution des nivellements de précision. En y ajoutant les inspecteurs et vérificateurs des poids et mesures, le personnel de l'Institut d'Espagne compte plus de six cents fonctionnaires et employés, commandés et dirigés par un grand nombre d'officiers appartenant à toutes les armes. Tous les gouvernements qui se sont succédé en Espagne le confirmeront dans ce poste et favoriseront le développement de l'Institut jusqu'en 1889. Cette année là, Ibáñez malade démissionne de la direction de l'Institut de Géographie et de Statistique qu'il dirige depuis 19 ans. Sa décision semble avoir été précipitée par la publication d'un décret qui lui retire le contrôle économique de l'Institut pour le remettre au ministre des Travaux Publics, car elle prend effet au cours d'une campagne de dénigrement orchestrée par le journaliste carliste Antonio de Valbuena,,. La réapparition de la première épouse du général après son décès en 1891 achèvera de le discréditer et entraînera l'annulation de son second mariage,.
Pour la mesure des bases, Ibáñez adopte le système optique utilisé par Hassler pour le Coast Survey. Alors que Hassler emploie une règle à bout, les appareils d’Ibáñez sont munis d’une règle à traits. En ce qui concerne les deux méthodes au moyen desquelles la température était prise en compte à l’époque, il utilise successivement une règle bimétallique faite de deux barres superposées l’une en platine et l’autre en laiton, puis une seule barre avec des thermomètres incrustés,. La traçabilité métrologique entre la toise et le mètre est assurée par la comparaison de la Règle espagnole avec la double-toise No 1 de Borda qui sert alors de module de comparaison avec les étalons géodésiques employés en France,.

#### Khédivat d'Égypte
En 1858, une Commission technique est créée pour reprendre, en adoptant les procédures en vigueur en Europe, les travaux de cadastre initiés sous Méhémet Ali. Cette Commission suggère au vice-roi Mohammed Saïd Pacha d'acquérir des instruments géodésiques qui seront commandés en France. Le vice-roi confie à l'astronome Ismāʿīl-Afandī Muṣṭafá (1825-1901) l'étude de l'appareil à mesurer les bases géodésiques étalonné sur le mètre construit par Jean Brunner à Paris. Ismāʿīl-Afandī Muṣṭafá est chargé d’effectuer, dans les ateliers de Jean Brunner à Paris, les expériences nécessaires à la détermination des coefficients de dilatation des deux barres de platine et de laiton, et de comparer l'étalon égyptien à un étalon connu. La Règle espagnole conçue par Carlos Ibáñez e Ibáñez de Ibero et Frutos Saavedra Meneses est choisie à cet effet, car elle a servi de modèle pour la construction de la Règle égyptienne. En 1863, Ibáñez et Ismāʿīl-Afandī Muṣṭafá effectuent, à l’Observatoire Royal de Madrid, la comparaisons de la Règle égyptienne avec la Règle espagnole qui avait été comparée à la règle No 1 de l’appareil de Borda, le module de comparaison pour la mesure de toutes les bases géodésiques en France,.

#### Suisse

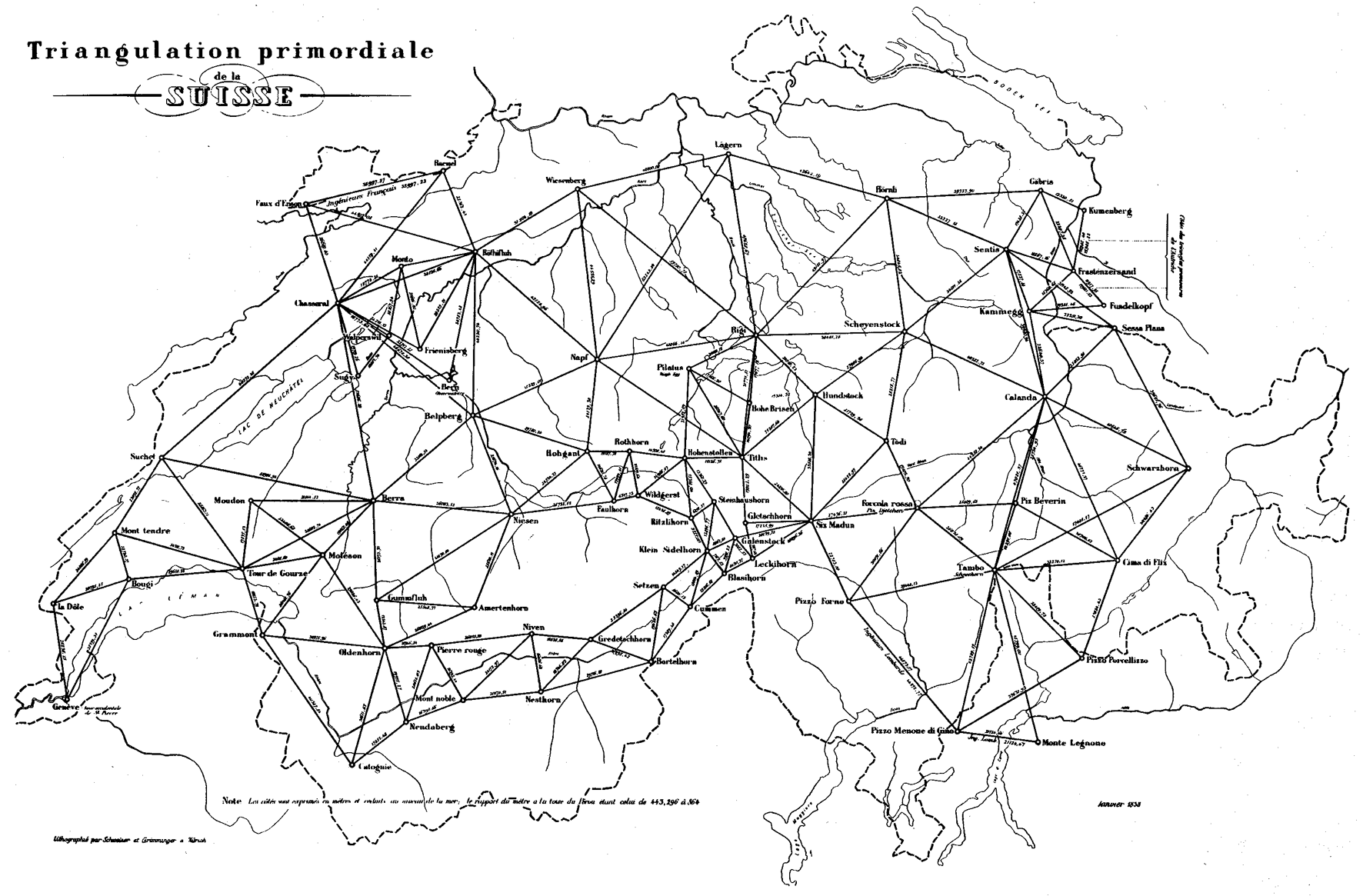
Triangulation primordiale de la Suisse (1826-1837).

En 1801, la République helvétique à l'instigation de Johann Georg Tralles promulgue une loi introduisant le système métrique qui n'est jamais appliquée, car en 1803 la compétence pour les poids et mesures revient aux cantons. Sur le territoire de l'actuel canton du Jura, alors annexé à la France (Mont-Terrible), le mètre est adopté en 1800. La République de Genève adopte le système métrique en 1813, le canton de Vaud en 1822, le canton du Valais en 1824 et le canton de Neuchâtel en 1857.
Après la réunion du canton de Genève à la Suisse en 1815, Guillaume Henri Dufour publie la première carte officielle de la Suisse pour laquelle le mètre est adopté comme unité de longueur,. Il fonde en 1838 à Genève un bureau topographique (futur Office fédéral de topographie) et dirige la publication de la première carte officielle de la Suisse entre 1845 et 1864 établie sur la base de nouvelles mensuration cantonales. Un officier franco-suisse, Louis Napoléon Bonaparte assiste à la mesure d’une base près de Zurich pour la carte Dufour qui gagnera la médaille d’or à l’Exposition Universelle de 1855,,. Les bases de la triangulation de cette carte sont mesurées en 1834 au moyen de règles de trois toises de longueur étalonnées sur la toise de Repsold (égale à la toise fabriquée en 1821 par Jean-Nicolas Fortin pour Friedrich Georg Wilhelm von Struve),.
Douze cantons du Plateau suisse et du nord-est adoptent en 1835 un concordat basé sur le pied fédéral (exactement 0,3 m) qui entre en vigueur en 1836,. Les cantons de Suisse centrale et orientale, ainsi que le Les cantons alpins continuent à utiliser les anciennes mesures. Selon la Constitution de 1848, le pied fédéral doit entrer en vigueur dans tout le pays. Au côté de Guillaume Henri Dufour, Élie Ritter milite en faveur du maintien du système métrique décimal dans les cantons romands et contre l’uniformisation des poids et mesures en Suisse sur la base du pied métrique,. En 1868, le système métrique sera légalisé aux côtés du pied fédéral, ce qui constituera un premier pas vers son introduction définitive. Les étalonneurs cantonaux seront supervisés par un Bureau fédéral de vérification, créé en 1862, dont la gestion sera confiée à Heinrich von Wild à partir de 1864,.

#### Royaume de Hanovre

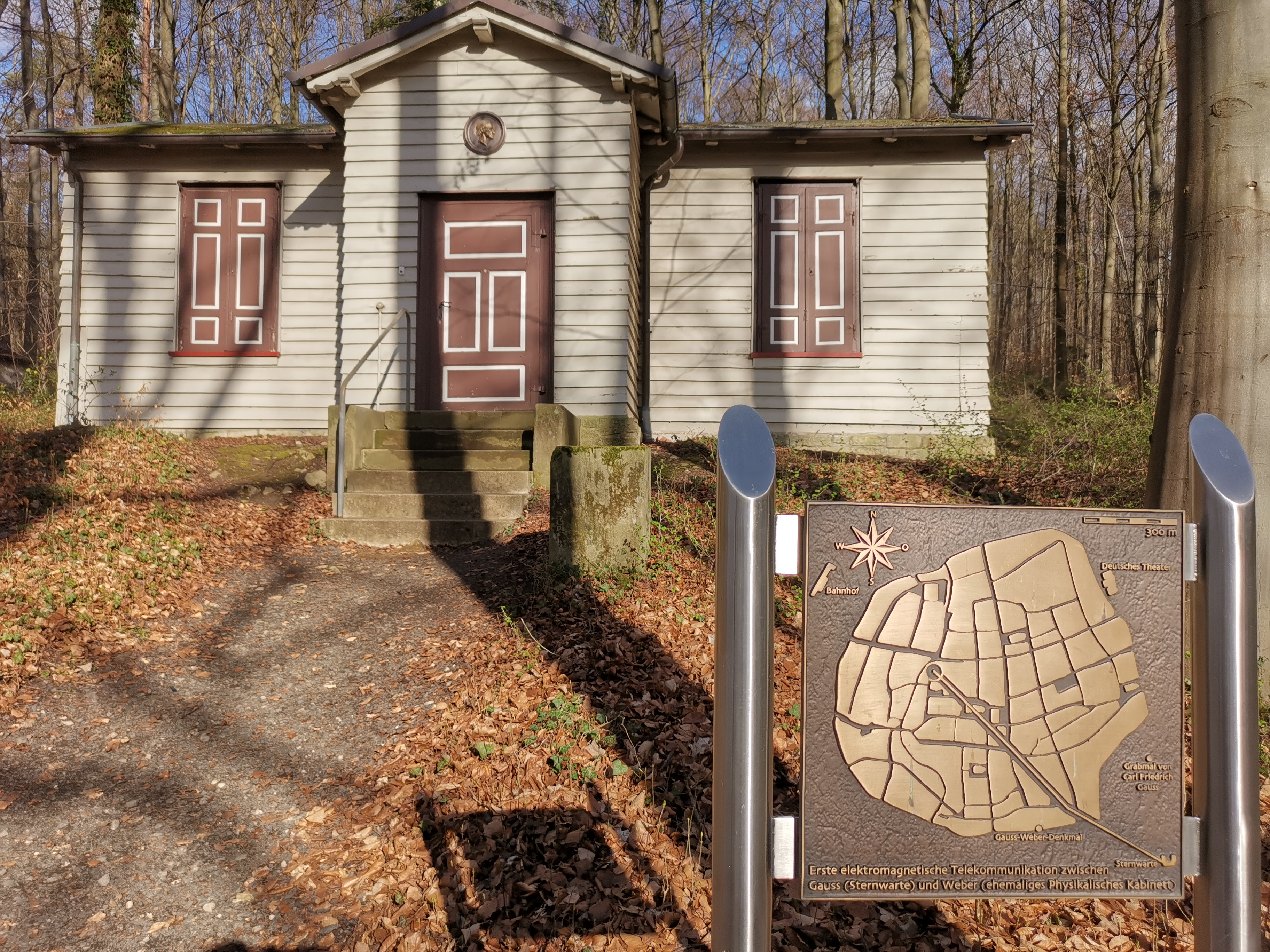
Observatoire de Göttingen : télégraphe de Gauss-Weber.

Dès 1832, après avoir effectué le relevé cartographique du royaume de Hanovre, Carl Friedrich Gauss effectue des travaux géophysiques sur le champ magnétique terrestre et propose d’ajouter la seconde aux unités fondamentales que sont le mètre et le kilogramme, sous la forme du système CGS (centimètre, gramme, seconde). En 1836, Gauss, Alexander von Humboldt et Wilhelm Eduard Weber, dont la collaboration avec Gauss a aussi joué un rôle décisif dans l’invention du télégraphe électrique, créent la première association scientifique internationale : le Magnetischer Verein,.
En 1860, le gouvernement russe, à la demande d'Otto Wilhelm von Struve, reprenant l'initiative de son père, invite les gouvernements de Belgique, de France, de Prusse et d'Angleterre à connecter leur triangulation dans le but de mesurer la longueur d'un arc de parallèle à la latitude de 52° afin de vérifier les dimensions et la figure de la Terre telles qu'elles ont été déduites des mesures d'arc de méridien. En effet, grâce aux progrès de la télégraphie électrique, il est possible de déterminer avec précision la différence de longitude entre les deux extrémités de cet arc. Il s'avère nécessaire de comparer les règles géodésiques utilisées dans chaque pays afin de combiner les mesures effectuées.
Le gouvernement britannique invite la France, la Belgique, la Prusse, la Russie, l'Inde, l'Australie, l'Espagne, les États-Unis et la Colonie du Cap à envoyer leur règle géodésique au bureau de l'Ordnance Survey à Southampton. Les standards d'Espagne et des États-Unis sont basés sur le système métrique. Les règles de Russie, de Prusse et de Belgique sont calibrées sur la toise. La France n'envoie pas de règle géodésique à l'Ordnance Survey, qui dispose d'un prototype du mètre, comparé par François Arago avec le Mètre des Archives. Alexander Ross Clarke et Henry James publieront leurs premiers résultats en 1867,.

#### De la toise de Bessel au mètre comme étalon des bases géodésiques
La coordination de l'observation des phénomènes géophysiques dans différents points du globe revêt une importance primordiale et est à l'origine de la création des premières associations scientifiques internationales. Ainsi, la création du Magnetischer Verein est suivie par celle de l’Association géodésique pour la mesure des degrés en Europe centrale qui deviendra la plus puissante des associations créées avant la Première Guerre mondiale,.
En 1861, lors de la création de la Mitteleuropäische Gradmessung (Association pour la mesure des degrés en Europe centrale) par le général Johann Jacob Baeyer, Adolphe Hirsch devient l'un des membres fondateurs de la Commission géodésique suisse qu'il animera pendant quarante ans. Il prend part à la majeure partie des travaux géodésiques et a, en particulier, dirigé avec son collègue Émile Plantamour, directeur de l'observatoire de Genève, le nivellement de précision de la Suisse,. La première assemblée générale de l'Association pour la mesure des degrés en Europe centrale a lieu à Berlin en 1864. Il y est décidé d'adopter la Toise de Bessel, une copie de la Toise du Pérou réalisée en 1923 par Jean-Nicolas Fortin à Paris, comme étalon international.
La valeur de la Toise de Bessel, qui suivant le rapport légal alors admis entre le mètre et la Toise du Pérou, devait être égale à 1,949 034 8 m, se trouvera être de 26,2·10-6 m plus grande lors de mesures effectuées par Jean-René Benoît au Bureau international des poids et mesures. C'est la considération des divergences entre les différentes toises employées par les géodésiens qui amène l'Association pour la mesure des degré en Europe centrale à envisager, lors de la réunion de sa Commission permanente à Neuchâtel en 1866, la fondation d'un Institut mondial pour la comparaison des étalons géodésiques, premier pas vers la création du Bureau international des poids et mesures.
En 1864, dans son rapport à la Commission géodésique suisse sur la conférence de Berlin, Adolphe Hirsch évoque sa crainte que le choix de la Toise de Bessel comme étalon international ne détourne d'une adhésion à l'Association géodésique internationale la France, où la règle No 1 de la double-toise de Borda utilisée pour la mesure de la méridienne de Jean-Baptiste Joseph Delambre et Pierre Méchain est alors la référence pour la mesure de toutes les bases géodésiques,, et les pays, qui, comme l'Espagne et les États-Unis, emploient le mètre,.
En 1866, la Commission permanente pour la mesure du degré dans l'Europe centrale se réunit à Neuchâtel, et Hirsch est désigné, avec Bruhns, de Leipzig, comme secrétaire de la session. L'année suivante, la même Commission, réunie à Berlin, vote une motion en dix articles jetant les bases de l'organisation internationale du système métrique, et prépare ainsi l’œuvre qui aboutit le 20 mai 1875 à la signature de la Convention du Mètre. Pendant toute la période préparatoire, Hirsch montre une si grande activité, un esprit si clairvoyant, et s'identifie si bien avec l’œuvre commune, qu'il est, par un vote unanime, choisi comme secrétaire du nouveau comité chargé de la haute direction du Bureau international des poids et mesures. En même temps, naît de la Commission pour la mesure des degrés en Europe, l'Association géodésique internationale, et, par une entente dont on reconnaîtra ultérieurement les bons effets, on pense que les deux organisations nouvelles, dont la création est pour ainsi dire parallèle, gagneront à être dirigées par les mêmes hommes. Le général Carlos Ibáñez e Ibáñez de Ibero, directeur de l'Institut géodésique et statistique d'Espagne, est porté à la présidence des deux Commissions et Hirsch devient le seul secrétaire de l'Association géodésique internationale.
En 1867, la seconde Conférence générale de l'Association pour la mesure des degrés en Europe (qui deviendra l'Association internationale de géodésie) recommande l’adoption du mètre en remplacement de la toise. Elle appelle à la création d'un nouveau étalon international du mètre (PIM) et à l'arrangement d'un système où les étalons nationaux ainsi que toutes les règles géodésiques pourraient lui être comparés.

« Les relations intimes qui existent nécessairement entre la Métrologie et la Géodésie expliquent que l'Association internationale, fondée pour combiner et utiliser les travaux géodésiques des différents pays, afin de parvenir à une nouvelle et plus exacte détermination de la forme et des dimensions du Globe, ait donné naissance à l'idée de reformer les bases du Système métrique, tout en étendant celui-ci et le rendant international. Non pas, comme on l'a supposé par erreur pendant un certain temps, que l'Association ait eu la pensée peu scientifique de modifier la longueur du mètre, afin de la conformer exactement à sa définition historique d'après les nouvelles valeurs qu'on trouverait pour le méridien terrestre. Mais, occupés à combiner les arcs mesurés dans les différents pays et à rattacher les triangulations voisines, nous avons rencontré, comme une des principales difficultés, la fâcheuse incertitude qui régnait sur les équations des unités de longueur employées. [Nous] avons décidé, pour rendre comparables toutes les unités, de proposer à l'Association de choisir le mètre pour unité géodésique, de créer un Mètre prototype international différant aussi peu que possible du Mètre des Archives, de doter tous les pays d'étalons identiques et de déterminer de la manière la plus exacte les équations de tous les étalons employés en Géodésie, par rapport à ce prototype; enfin, pour réaliser ces résolutions de principe, de prier les gouvernements de réunir à Paris une Commission internationale du Mètre. [...] En cette qualité de président de la Commission permanente, le général Ibáñez, appuyé par la grande majorité de ses collègues, a su vaincre, avec une fermeté admirable et infiniment de tact, tous les obstacles qui s'opposaient à la réalisation complète des décisions de la Commission du Mètre, et surtout à la création d'un Bureau international des poids et mesures. Les Gouvernements, convaincus de plus en plus de l'utilité d'une telle institution dans l'intérêt des sciences, de l'industrie et du commerce, se sont entendus pour convoquer au printemps de 1875 la Conférence diplomatique qui a abouti, le 20 mai de la même année, à la conclusion de la Convention du Mètre. Par la finesse déliée de son esprit diplomatique autant que par sa grande compétence scientifique, le général Ibáñez, qui représentait l'Espagne dans la Conférence, a contribué beaucoup à cet heureux résultat, qui devait assurer à plus de vingt États des deux mondes et à une population de 460 millions d'âmes la possession d'un système de Poids et Mesures métriques, d'une précision inconnue jusqu'alors, complètement identiques partout et offrant toutes les garanties d'inaltérabilité. »

— Adolphe Hirsch, Le général Ibáñez notice nécrologique lue au comité international des poids et mesures, le 12 septembre et dans la conférence géodésique de Florence, le 8 octobre 1891, Neuchâtel, imprimerie Attinger frères.
Depuis la définition originale du mètre, chaque fois qu'une nouvelle mesure est effectuée, avec des techniques, des méthodes ou des instruments plus précis, on dit que le mètre est basé sur une erreur de calcul ou de mesure. Lorsque Carlos Ibáñez e Ibáñez de Ibero, premier président de l'Association géodésique internationale et du Comité international des poids et mesures, participe à l'extension de la mesure de la méridienne de Delambre et Méchain, les mesures de la Terre soulignent l’importance de la méthode scientifique à une époque où les statistiques sont mises en œuvre en géodésie.

« Depuis l’origine, le mètre avait gardé une double définition ; il était à la fois la dix-millionième partie du quart du méridien et la longueur représentée par le Mètre des Archives. La première était historique ; elle a conservé une grande valeur pédagogique et de propagande, mais elle n’est pas métrologique. C’est ce qu’affirme Dumas après Jacobi, ce que l’Académie sanctionna d’un vote unanime, en déclarant que la longueur du Mètre des Archives devait être la seule représentation de l’unité métrique.
Dès l’année 1870, une Commission internationale se réunit à Paris ; bientôt dispersée, elle se rassembla de nouveau en 1872. On discuta beaucoup, au sein de cette Commission, l’opportunité soit d’envisager comme définitives les unités représentées par les étalons des Archives, soit de revenir aux définitions primitives, et de corriger les unités pour les en rapprocher. La première solution prévalut, conformément au bon sens et conformément au préavis de l’Académie. Sur ce point fondamental, la Commission internationale n’a donc rien renversé et même rien innové. La définition historique du Mètre restait liée aux dimensions de la Terre ; sa représentation métrologique le rattachait à l’œuvre admirable de Delambre, Méchain, Borda, Lavoisier, et, pour le kilogramme, à celle, non moins surprenante, de Lefèvre-Gineau et Fabbroni. Abandonner les valeurs représentées par les étalons, c’eût été mutiler cette œuvre, et remplacer, au point de vue métrologique, un système parfaitement établi par un autre, à créer à nouveau ; c’eût été, en plus, consacrer un principe extrêmement dangereux, celui du changement des unités à tout progrès des mesures ; le Système métrique eût été perpétuellement menacé de changement, c’est-à-dire de ruine. C’est bien là qu’eût été, pour le système métrique, le réel danger. »

— Charle Édouard Guillaume
En 1869, l’Académie des sciences de Saint-Pétersbourg envoie un rapport signé par Otto Wilhelm von Struve, Heinrich von Wild et Moritz von Jacobi invitant l’Académie des Sciences à une action commune en vue d’assurer l’usage universel du système métrique dans tous les domaines de la science. La même année Napoléon III convoque la Commission internationale du mètre qui se réunit à Paris en 1870. La guerre franco-prussienne éclate. Le Second Empire s’effondre, mais le mètre survit. Lorsqu'un conflit éclate concernant la présence d'impuretés dans l'alliage de 1874, Carlos Ibáñez e Ibáñez de Ibero intervient auprès de l'Académie française des sciences pour que la France adhère au projet de création d'un Bureau international des poids et mesures doté des moyens scientifiques nécessaires pour redéfinir les unités du système métrique en fonction des progrès des sciences.

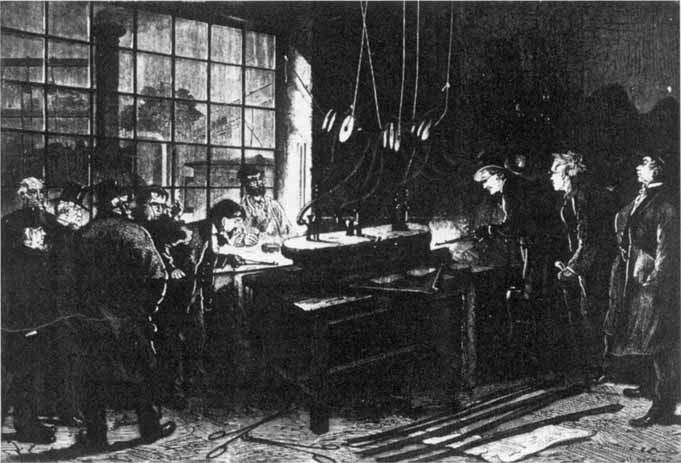
Préparation du premier alliage du mètre en mai 1874, au Conservatoire des Arts et Métiers à Paris.

La Conférence diplomatique du mètre se réunit à Paris du 1er mars au 20 mai 1875. Deux camps sont en présence. Le premier souhaite la création d'un Bureau international des poids et mesures en France. Le second camp penche pour le maintien du statu quo en faveur du Conservatoire. La délégation française elle-même apparaît divisée entre la position de la République prônant la création du Bureau international des poids et mesures et la France du Conservatoire représentée par le général Morin. Dans un premier temps, la France adopte une position officielle neutre, tout en laissant le général Morin manœuvrer secrètement auprès des délégations étrangères dans l'intérêt du Conservatoire. Une troisième voie est envisagée, à savoir la création en Suisse du Bureau international des poids et mesures. Cette option semble d'emblée avoir peu de chance de succès en raison du fort soutien de l'Espagne et de l'Italie à la création du Bureau international à Paris. Après un ultimatum de Wilhelm Foerster, le délégué allemand, la délégation française se positionne officiellement en faveur de la création du Bureau international des poids et mesures.
La nature internationale des nouveaux étalons du mètre est assurée par un traité, la Convention du mètre, signée à Paris le 20 mai 1875. Le traité établit une organisation internationale, le Bureau international des poids et mesures (BIPM), pour conserver les prototypes — qui deviennent propriétés conjointes des nations signataires — et pour effectuer des comparaisons régulières avec les étalons nationaux. En reconnaissance du rôle de la France dans la conception du système métrique, le BIPM est basé à Sèvres, près de Paris. De plus, la Conférence générale des poids et mesures (CGPM), qui est la conférence diplomatique sous le contrôle ultime de laquelle le BIPM est placé en tant qu'organisation internationale, est présidée par le président en exercice de l'Académie des sciences.

### Les Expositions Universelles et la mesure de la méridienne de Greenwich
Pendant la seconde moitié du XIXe siècle, seuls les meilleurs artisans européens et américains sont capables de produire les instruments de précision indispensables pour la métrologie, la géodésie et l'astronomie. Les frères Brunner comptent parmi les représentants les plus importants de l'industrie française de précision. Jean Brunner puis ses deux fils, Léon et Émile Brunner se spécialisent dans les instruments géodésiques et astronomiques.
En marge de l’Exposition Universelle de 1855 et du second Congrès statistique qui se tiennent à Paris, une Association en vue de l’obtention d’un système décimal uniforme de mesures, poids et monnaies est créée en 1855,. Sous l'impulsion de cette association, un Comité des poids, mesures et monnaies est créé lors de l'Exposition universelle de 1867 à Paris et appelle à l'adoption internationale du système métrique,.
Parmi les instruments scientifiques calibrés sur le mètre, qui sont exposés à l'Exposition Universelle de 1855, se trouve l’appareil Brunner, un instrument étalonné sur le mètre, conçu pour la mesure de la base centrale d’Espagne. Des copies de la Règle espagnole sont réalisées pour l’Égypte, la France et l’Allemagne,. Ces étalons sont comparés les uns aux autres et avec la règle No 1 de l’appareil de Borda qui est la référence principale pour la mesure des bases en France,.
Ces comparaisons sont essentielles. En effet, la dilatation thermique qui correspond à l'expansion du volume d'un corps occasionné par son réchauffement est déjà bien connue à l’époque. Pierre Bouguer en avait fait la démonstration devant un large public à l'Hôtel des Invalides. Ce problème a constamment dominé toutes les idées concernant la mesure des bases géodésiques. Les géodésiens sont occupés par la préoccupation constante de déterminer avec précision la température des étalons de longueur utilisés sur le terrain. La détermination de cette variable, dont dépend la longueur des instruments de mesure, a de tout temps été considérée comme si complexe et si importante qu'on pourrait presque dire que l'histoire des étalons géodésiques correspond à celle des précautions prises pour éviter les erreurs de température,.
La règle espagnole se compose de deux règles en platine et en cuivre de 4 mètres de longueur formant par leur superposition un thermomètre métallique. En 1834, Bessel avait utilisé des règles bimétalliques constituant un thermomètre métallique, selon la méthode déjà utilisée par Borda et Lavoisier pour la mesure de la méridienne de France entre Dunkerque et Barcelone. Une règle de zinc était posée sur une règle de fer de deux toises de long, les deux règles étant parfaitement planes et en contact libre, la règle de zinc étant légèrement plus courte et les deux règles solidement unies à une extrémité. Lorsque la température variait, la différence de longueur des règles, observée à l'autre extrémité, variait également, ce qui permettait une correction quantitative pour ramener la longueur de la règle à celle qu’elle aurait à la température standard. Les résultats des comparaisons des quatre règles qui composent l’appareil de mesure entre elles et avec l’étalon qui avait servi à les calibrer furent calculés minutieusement par la méthode des moindres carrés.
En 1858, la mesure de la base centrale d’Espagne prend une importance majeure en géodésie dans la mesure où les prolongations de la méridienne de France qui avaient semblé confirmer la longueur du mètre n’avaient été validées par la mesure d’aucune base de contrôle en Espagne,. À la suite de l'initiative et de l'empressement de Carlos Ibáñez e Ibáñez de Ibero à mesurer le globe, il est convenu en 1860 de remesurer l'arc de méridien de Dunkerque à Formentera. C'est pourquoi de 1861 à 1866, Antoine Yvon Villarceau vérifie les opérations géodésiques en huit points de la méridienne. Quelques-unes des erreurs dont étaient entachées les opérations de Delambre et Méchain sont alors corrigées.

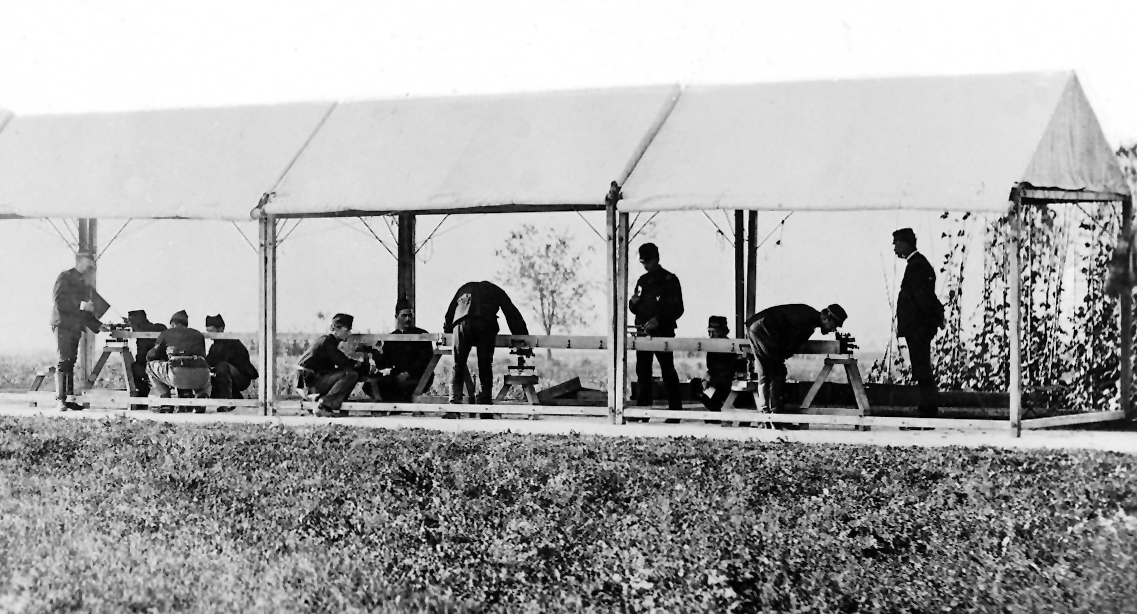
Mesure de la base d'Aarberg en 1880 au moyen de l'appareil Ibáñez, une règle unique à traits munie de thermomètres et de microscopes, selon un concept développé pour la première fois en Suisse par Johann Georg Tralles et Ferdinand Rudolph Hassler.

De 1865 à 1868, Ibáñez ajoute la triangulation géodésique des îles Baléares à celle de la péninsule ibérique,. Pour cette triangulation, Ibáñez e Ibáñez de Ibero conçoit un second appareil plus maniable construit avec une règle mono-métallique en fer dotée de thermomètres à mercure, utilisés pour corriger l'augmentation de longueur de la règle provoquée par la dilatation du métal sous l'effet de la température. Cet instrument sera appelé l'appareil Ibáñez et est réalisé à Paris par les frères Brunner. Légèrement moins précis, il permet d'augmenter la vitesse des relevés,. L'appareil Ibáñez sera également utilisé en Suisse pour la mesures des bases géodésiques d'Aarberg, Weinfelden et Bellinzone. Lorsque Ibáñez mesure, en 1858-59, avec la Règle espagnole, la base centrale de la triangulation d'Espagne, près de Madridejos, dans la province de Tolède, il trouve comme résultat de cette opération modèle la longueur de 14 664,5 m ± 0,002 5 m, et les deux mensurations de la partie centrale, longue de 2 766,9 m, s'accordaient à 0,19 mm près. Un degré de précision proche sera obtenu avec l'appareil mono-métallique en fer pour les huit autres bases qu'lbáñez mesure en Espagne de 1865 à 1879, ainsi que pour les trois bases suisses, qui sont déterminées avec une erreur kilométrique de 0,43 mm.
En 1866, l'Espagne adhère à l'Association pour la mesure des degrés en Europe centrale. Lors de la réunion de sa Commission permanente à Neuchâtel, Ibáñez annonce le concours de l'Espagne à la mesure d'un arc méridien qui s'étendra des îles Shetland au Sahara,.
En 1869, Ibáñez se rend au bureau de l'Ordnance Survey à Southampton avec l'appareil Ibáñez pour effectuer des mesures nécessaires à la comparaison internationale des étalons géodésiques,. Les examens minutieux et répétés de la longueur de l'appareil Ibáñez effectués entre 1865 et 1885 montreront une modification de l'état moléculaire de la règle qui se manifeste par une augmentation de son coefficient de dilatation dont la cause est attribuée à l'époque à son transport rapide en train depuis l'Espagne jusqu'en Suisse.
Les frères Brunner participent à l'exposition universelle de 1878. Ils y présentent notamment des cercles azimutaux réitératifs et des cercles méridiens portatifs qui seront employés lors de la connexion des triangulations espagnole et algérienne par dessus la mer Méditerranée,,.

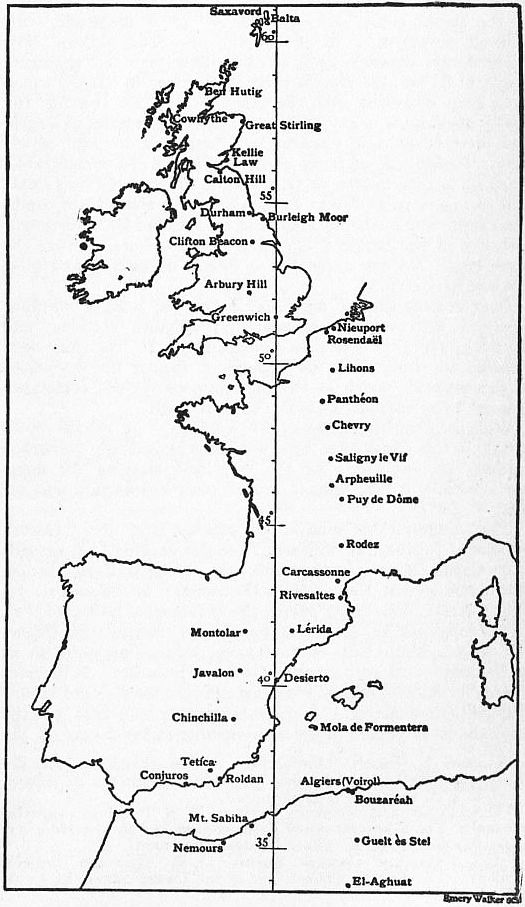
L'arc méridien d'Europe-Afrique de l'ouest s'étendant des îles Shetland, en passant par la Grande-Bretagne, la France et l'Espagne jusqu'à El Aghuat en Algérie, dont les paramètres ont été calculés à partir de triangulations réalisées au milieu et à la fin du XIX. Le méridien de Greenwich est représenté plutôt que la Méridienne de France.

En 1879, Carlos Ibáñez e Ibáñez de Ibero et François Perrier dirigent la jonction du réseau géodésique espagnol avec l'Algérie et permettent ainsi la mesure d'un arc de méridien qui s'étendra des Shetland aux confins du Sahara. Cette réalisation constitue une prouesse technique pour l'époque. Il s'agit d'observer des signaux lumineux se propageant à une distance allant jusqu'à 270 km par-dessus la Méditerranée. Les appareils nécessaires à la production des signaux lumineux électriques sont transportés dans des stations d'altitude situées sur les monts Mulhacén et Tetica en Espagne et Filhaoussen et M'Sabiha en Algérie,,.
François Perrier annoncera à l'Académie des sciences en juillet 1879 :

« Si l'on jette les yeux sur une carte d'Europe, et que l'on considère l'immense série des travaux géodésiques qui couvrent actuellement d'un bout à l'autre les îles Britanniques, la France, l'Espagne et l'Algérie, on comprendra aussitôt combien il importait de relier entre eux ces grands réseaux de triangles pour en faire un tout allant de la plus septentrionale des îles Shetland, par 61° de latitude, jusqu'au grand désert d'Afrique, par 34°. Il s'agit là, en effet, du tiers à peu près de la distance de l'équateur au pôle. La mesure de son amplitude géodésique et astronomique devait être une des plus belles contributions que la Géodésie pût offrir aux géomètres pour l'étude de la figure du globe terrestre. Biot et Arago, à leur retour d'Espagne, avaient entrevu cette possibilité dans un lointain avenir, si jamais disaient-ils, la civilisation s'établissait de nouveau sur les rives qu'Arago avait trouvé si inhospitalières. Ce rêve, bien hardi, s'est pourtant réalisé ; l'Algérie devenue française, a eu besoin d'une carte comme la France : la triangulation qui devait lui servir de base est terminée depuis des années ; nous venons de la rendre utile à la Science, en déterminant astronomiquement les points principaux. De son côté, l'Espagne terminait ses opérations géodésiques sur son territoire, en leur donnant une précision bien remarquable. Il ne restait donc plus qu'à franchir la Méditerranée par de grands triangles pour réunir d'un seul coup tous ces travaux. Les deux gouvernements d'Espagne et de France ont tenu à honneur d'entreprendre cette œuvre de concert; ils ont chargé de l'exécution les officiers espagnols de l'Institut géographique et les officiers d'état-major français qui sont attachés au Service géodésique du Ministère de la Guerre. Je viens dire à l'Académie, après le général Ibañez, qui lui a déjà annoncé en son nom et au mien le service commun, que la jonction des deux continents est enfin réalisée et lui donner les détails qui lui permettront d'apprécier l'œuvre entreprise par les deux pays. Désormais, la Science possède un arc méridien de 27°, le plus grand qui ait été mesuré sur la Terre et projeté astronomiquement sur le ciel. »

Le point fondamental de la Nouvelle Méridienne de France est le Panthéon. Toutefois, le réseau géodésique ne suit pas exactement le méridien. Il dérive parfois à l'Est et parfois à l'Ouest. Selon les calculs effectués au Bureau central de l'Association géodésique internationale, le méridien de Greenwich est plus proche de la moyenne des mesures que le méridien de Paris. L'arc de méridien, rebaptisé arc de méridien d'Europe-Afrique de l'ouest par Alexander Ross Clarke et Friedrich Robert Helmert donne une valeur pour le rayon équatorial de la Terre a = 6 377 935 mètres, l’ellipticité supposée étant de 1/299,15 (selon l'ellipsoïde de Bessel). Le rayon de courbure de cet arc n'est pas uniforme, étant en moyenne d'environ 600 mètres plus grand dans la partie nord que dans la partie sud. En 1883, lors de la Conférence générale de l'Association internationale de géodésie à Rome, l'adoption du méridien de Greenwich comme méridien d'origine est proposée dans l'espoir que le Royaume-Uni adhérera à la convention du Mètre,. Le méridien de Greenwich est adopté en octobre 1884 à la conférence internationale du méridien de Washington. En contrepartie, les Britanniques adhérent à la Convention du Mètre la même année.

#### La méthode des moindres carrés et la longueur du mètre
Entre la fin du XVIIIe siècle et le début du XIXe siècle, des mathématiciens tels Adrien-Marie Legendre et Carl Friedrich Gauss développent de nouvelles méthodes pour traiter les données, notamment la méthode des moindres carrés qui permet de comparer des observations entachées d'erreurs à un modèle mathématique. Legendre publie en 1805 sa Nouvelle méthode pour la détermination des orbites des comètes et dans l'appendice décrit sa nouvelle méthode des moindres carrés, qui joue un rôle essentiel dans la réduction des données géodésiques. Il existe un litige concernant la priorité de l'invention de cette méthode. En effet, Carl Friedrich Gauss (1777–1855) affirme de son côté avoir inventé et utilisé la méthode des moindres carrés vers 1795 ; il en publie l'essentiel dans son ouvrage Theoria motus corporum celestium in sectionibus conicis solem ambientium, qui paraît en 1809.
En 1827, Carl Friedrich Gauss utilise la méthode des moindres carrés pour la compensation d’un arc d’une amplitude de 2° entre Göttingen et Altona,. La publication par Friedrich Wilhelm Bessel en 1838 de Gradmessung in Ostpreussen marque une nouvelle ère de la géodésie. On retrouve dans cet ouvrage de l'élève de Carl Friedrich Gauss la méthode des moindres carrés appliquée au calcul d’un réseau de triangles et à la réduction des observations en général. La manière systématique dont toutes les observations sont prises en compte en vue d’assurer les résultats finaux avec une extrême précision est admirable,.
Dès la première moitié du XIXe siècle une détermination plus précise de la longueur d'un grand arc de méridien résulte de la mesure de l'arc géodésique de Struve (1816-1855), qui tire son origine du besoin des puissances européennes, après le congrès de Vienne en 1815, d'établir des frontières et des cartes militaires plus précises. Le tsar Alexandre Ier de Russie, qui s'associe aux monarchies scandinaves, charge l'astronome Friedrich Georg Wilhelm von Struve de réaliser la mesure d'un arc géodésique qui s'étend de Hammerfest en Norvège jusqu'à la mer Noire, sur plus de 2 800 km,.
Les données de cet arc n'invalident pas le mètre, mais mettent en évidence que les perfectionnements continuels des instruments scientifiques permettront de meilleures déterminations de la taille et de la forme de la Terre. De plus, les dimensions des méridiennes sont un facteur à prendre en considération, car ce sont surtout les arcs de méridien de grande étendue qui permettent une meilleure connaissance de la figure de la Terre. En effet, dans les grands arcs, l'influence des déviations de la verticale diminue avec la taille de l'arc.
Barcelone est située au sud des Pyrénées et au bord de la mer Méditerranée, situation qui génère une déviation de la verticale défavorable qui donne une amplitude trop grande de l’arc astronomique et un mètre trop court. Cette source d’erreur avait été identifiée par Jean Le Rond d’Alembert dès 1756, avant que Gauss n’ait proposé le concept de géoïde en 1828 et avant même la mesure de Delambre et Méchain,.
Au XIXe siècle, les déviations de la verticale sont considérées comme des erreurs aléatoires. Nous savons à présent, qu’en plus d’autres erreurs mineures dans la méridienne de Dunkerque à Barcelone, une déviation de la verticale défavorable donna une valeur erronée de la latitude de Barcelone et un mètre trop court par comparaison avec une définition plus large déduite de la moyenne d’un grand nombre d’arc.
Vers 1804, Legendre en utilisant la méthode des moindres carrés avait calculé à partir de la latitude de cinq stations astronomiques (Dunkerque, Paris, Evaux, Carcassonne et Barcelone) un aplatissement de 1/150 peu compatible avec ce que l'on connaissait par ailleurs. En 1841, Bessel propose son ellipsoïde de référence et un aplatissement de la Terre beaucoup plus proche de la réalité,. En effet, Bessel entreprend un nouveau calcul des dimensions du sphéroïde terrestre, dans lequel il part de dix arcs mesurés avec l'exactitude suffisante. Par l'emploi de la méthode des moindres carrés, le calcul conduit à un résultat de 1/299,15  pour l'aplatissement de la Terre que l'on regarde longtemps comme le plus probable qui puisse être basé sur les matériaux existant alors,,.
En 1799, la distance du pôle Nord à l'équateur, extrapolée à partir de la mesure de l'arc du méridien de Paris entre Dunkerque et Barcelone, est déterminée comme équivalant à 5 130 740 toises. Toutefois, même avec les instruments disponibles lors de la mesure de la méridienne de Delambre et Méchain, l'erreur de 2 km dans la détermination de la longueur du quadrant terrestre est significative. Adrien-Marie Legendre en comparant le résultat obtenu à partir de la distance mesurée par Delambre et Méchain entre Dunkerque et Barcelone aux 5 132 430 toises, déduites de la longueur d'un arc de un degré d'amplitude à la latitude de 45° mesuré par César François Cassini et Nicolas-Louis de Lacaille, lors de la révision de la méridienne de France entre Dunkerque et Perpignan, soupçonne que les déviations de la verticale jouent un rôle prépondérant. En effet, alors que l'erreur due à la négligence des déviations de la verticale est responsable d'environ 95 % de l'erreur totale, l'erreur dans la mesure de la longueur de la méridienne représente moins de 2 % de l'erreur totale et l'erreur due à une hypothèse erronée sur la forme de la Terre contribue à environ 3 % de l'erreur totale. Si le travail minutieux de Méchain et Delambre était la seule source d'erreur, le mètre actuel ne serait trop long que de moins de 4 μm au lieu d'être trop court de 197 μm. L'essentiel de la différence est dû à la non-prise en compte des déviations de la verticale ; ce qui était hors de la portée de Delambre et Méchain car le champ gravitationnel de la Terre n’avait pas encore été étudié,.
Le pendule réversible construit par les fils de Johann Georg Repsold, selon les indications de Bessel, favorisera l’essor de l’étude du champ gravitationnel de la Terre. Dès 1864, le pendule réversible de Repsold-Bessel sera utilisé en Suisse par la Commission géodésique suisse.
En 1875, la Commission permanente de l’Association pour la mesure des degrés en Europe réunie à Paris décide d’adopter le pendule réversible utilisé par la Commission géodésique suisse et de répéter à Berlin, la détermination de la gravité au moyen des différents appareils utilisés dans chaque pays, afin de les comparer et d’obtenir l’équation de leurs échelles. Comme la figure de la Terre peut être déduite des variations de la longueur du pendule, la direction de l’United States Coast Survey donne dès 1875 à Charles Sanders Peirce l’instruction de se rendre en Europe, afin d’étudier les gravimètres utilisés dans les différents pays européens et de réviser les anciennes déterminations de la pesanteur de façon à les mettre en relation avec celles effectuées en Amérique.
En 1901, Friedrich Robert Helmert trouvera essentiellement par la gravimétrie, des paramètres de l'ellipsoïde remarquablement proches de la réalité, soit un demi-grand axe égal à 6 378 200 m pour un aplatissement de la Terre de 1/298,3. Ceci alors que l'analyse des premiers résultats issus des mesures par satellites fixeront cette dernière valeur à 1/298,25. Par ailleurs, jusqu’au calcul de l’ellipsoïde de John Filmore Hayford, les déviations de la verticales seront considérées comme des erreurs aléatoires .
L'Organisation météorologique internationale est également un exemple illustrant le rôle des premières associations scientifiques internationales dans la création du Bureau international des poids et mesures. Ainsi, Heinrich von Wild, son premier président, est délégué par la Russie à la Commission internationale du mètre en 1870, à la Conférence diplomatique de 1875 et après la signature de la Convention du mètre au Comité international des poids et mesures, présidé par le géodésien espagnol Carlos Ibáñez e Ibáñez de Ibero jusqu'en 1891, puis après la mort de ce dernier par l'astronome allemand Wilhelm Foerster,. Carlos Ibáñez e Ibáñez de Ibero est également l'un des 81 membres fondateurs de l'Institut international de statistique (ISI), il représentera son pays à la première session de cette société scientifique à Rome en 1887,,.

### Le BIPM et la mesure des bases géodésiques au moyen des fils d'invar
Parallèlement aux avancées qui permettront de redéfinir l'étalon du mètre, les travaux de thermométrie du BIPM conduisent à la découverte d'alliages spéciaux de fer-nickel, en particulier l'invar et l'élinvar, pour lesquels le physicien suisse Charles Édouard Guillaume reçoit le prix Nobel de physique en 1920,,.
En 1900, le Comité international des poids et mesures donne suite à une demande de l'Association géodésique internationale et inscrit au programme des travaux du BIPM l'étude de la mesure des bases géodésiques au moyen des fils d'invar dont le coefficient de dilatation est pratiquement négligeable.

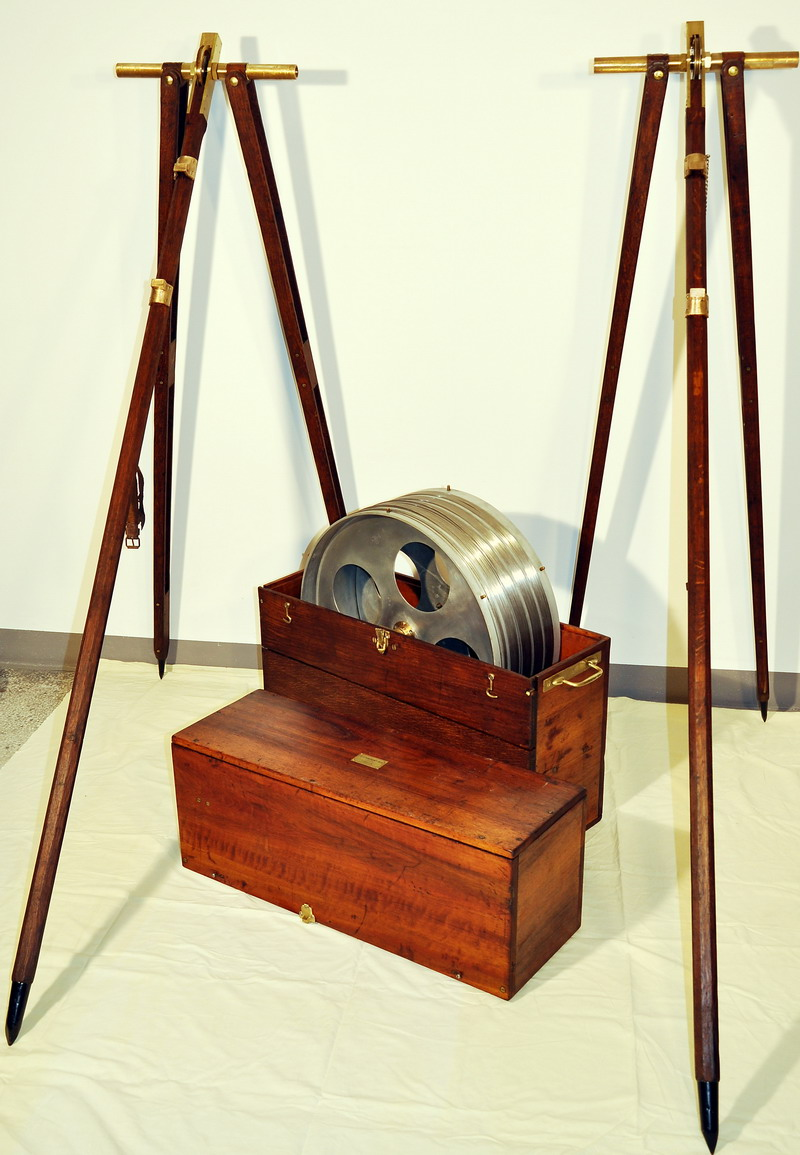
Tambour d'enroulage des fils d'invar

Edvard Jäderin (1852-1923), un géodésien suédois, avait inventé un procédé de mesure des bases, fondé sur l'utilisation de fils tendus sous un effort constant. Toutefois, avant la découverte de l'invar, ce procédé est nettement moins précis que la méthode classique de la règle. Une base d'étalonnage des fils d'invar est installée dans les sous-sols du Bureau international des poids et mesures. Des installations analogues fonctionnent également dans plusieurs Instituts métrologiques nationaux.
En 1913, la CGPM recommande au CIPM d'autoriser le BIPM à organiser, entre les établissements possédant une base d'étalonnage, la circulation, en groupe, de fils d'invar bien déterminés, en vue de permettre la réalisation d'un accord sur la méthode de détermination de ces bases, ainsi que sur le procédé d'emploi des fils. Le Service géographique de l'Armée française démontrera la précision des mesures par les fils d'invar sur le terrain en mesurant une base de 8 782 mètres près de Lyon.
Le Bureau international des poids et mesures jouera un rôle central dans la mesures des bases géodésiques à l'échelle de la planète, car la découverte de l'invar par Charles Édouard Guillaume minimise l'impact des erreurs de température. En 1920, Charles-Édouard Guillaume reçoit le prix Nobel de physique. Le prix Nobel de physique décerné au cinquième directeur du BIPM marque la fin d’une époque durant laquelle la métrologie devient une discipline autonome dotée des moyens nécessaires pour dématérialiser la définition du mètre par des moyens technologiques. La métrologie quitte le giron de la géodésie pour devenir une application technologique de la physique.

## Géodésie spatiale (XXᵉ – XXIᵉ siècles)
Avec Spoutnik (1957), la géodésie spatiale a émergé : satellites Doppler, Lageos, GPS et missions gravimétriques (GRACE, GOCE) offrent aujourd’hui des précisions millimétriques dans l’étude de la tectonique, du niveau marin et des masses terrestres.
L’Association internationale de géodésie (IAG), créée en 1862 au sein de l’Union géodésique et géophysique internationale (IUGG), coordonne les systèmes de référence (ITRS), les réseaux GNSS et le Global Geodetic Observing System (GGOS) :contentReference[oaicite:4]{index=4}.

### Applications contemporaines
- Surveillance tectonique et prévision sismique
- Suivi de l’élévation du niveau de la mer
- Détection des ressources hydriques
- Navigation GNSS
- Soutien aux SIG et aux infrastructures
- Contribution aux politiques environnementales et à la gestion durable

### Sources principales
- Roller, Duane W. (2010). *Eratosthenes' Geography*. Princeton University Press.
- Torge, Wolfgang & Müller, Jürgen (2012). *Geodesy*. 4ᵉ éd. De Gruyter.
- Hofmann‑Wellenhof, B., Lichtenegger, H., Collins, J. (2001). *GPS: Theory and Practice*. Springer.
- Seeber, Günter (2003). *Satellite Geodesy*. De Gruyter.
- UNESCO (2005). « Struve Geodetic Arc » (patrimoine mondial) :contentReference[oaicite:5]{index=5}
- Gauss, C. F. (1821). *Theoria combinationis observationum erroribus minimis obnoxiae*.
- Legendre, A.-M. (1805). *Nouvelles méthodes pour la détermination des orbites des comètes*.
- Kater, H. (1817). Article sur le pendule réversible dans *Philosophical Transactions*.
- Sabine, E. (1825). *Results of Pendulum Measurements* :contentReference[oaicite:6]{index=6}
- Clarke, A. R. (1866). *On the Figure of the Earth* (Encyclopaedia Britannica) :contentReference[oaicite:7]{index=7}